# Adil Kaya

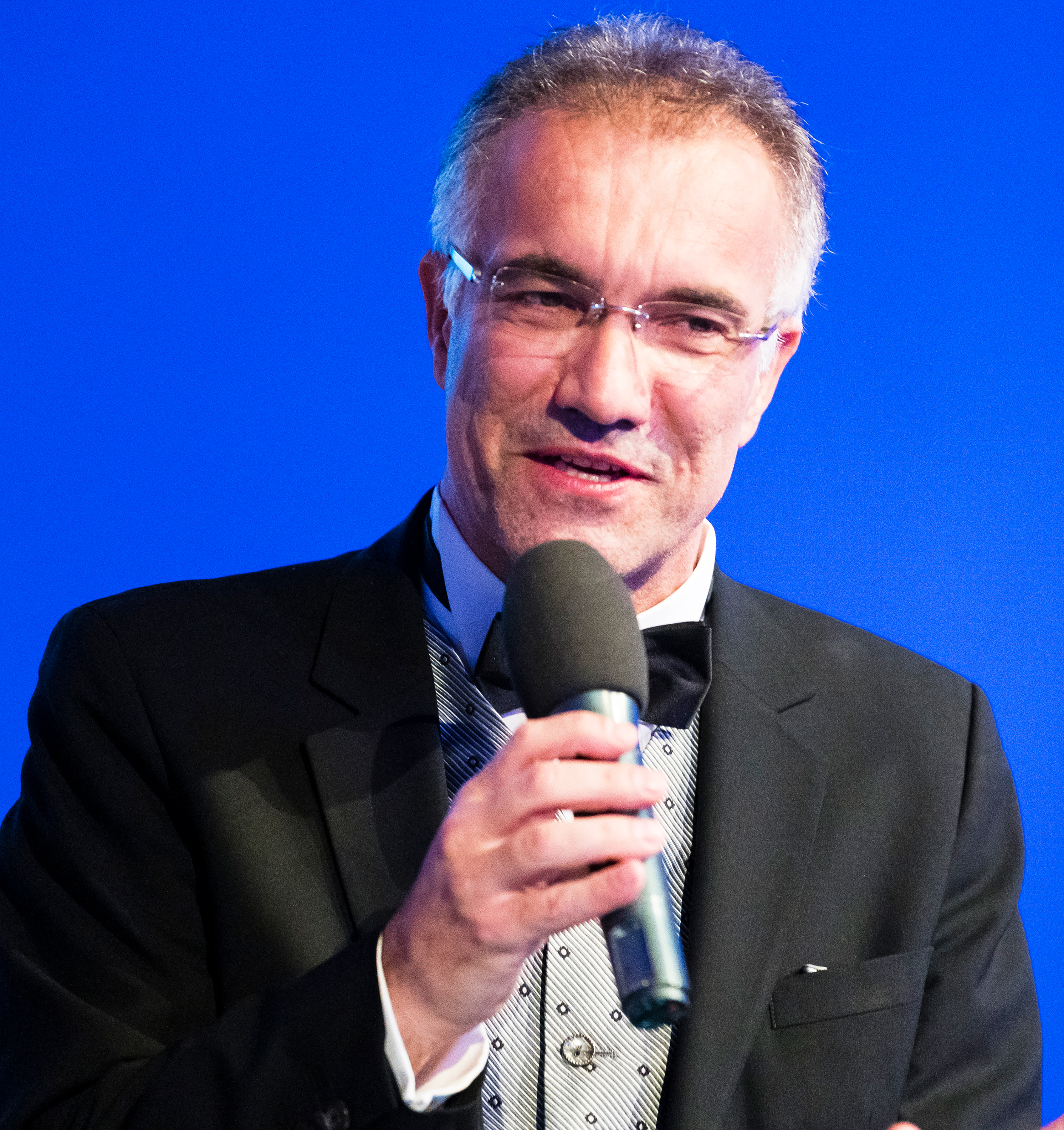
Adil Kaya (2020)

Adil Kaya (* 20. Juli 1967 in Sivas, Türkei) ist Präsident des Filmfestivals Türkei Deutschland in Nürnberg und Produzent des Arthouse-Films Trotzgeschichten (2004) (Original: İnat Hikayeleri) mit Tuncel Kurtiz in der Hauptrolle. Regie führte Reis Çelik.
1992 war er an der Gründung des Filmfestival Türkei Deutschland in Nürnberg beteiligt und ist seither dessen Präsident.
Adil Kaya erhielt im Jahre 2010 die Bürgermedaille der Stadt Nürnberg.